# Ronde van Frankrijk 1999
De 86e editie van de Ronde van Frankrijk ging van start op 3 juli 1999 in Le Puy-du-Fou. Hij eindigde op 25 juli in Parijs.

## Verloop
Er stonden 180 renners verdeeld over 20 ploegen aan de start. Deze Tour stond in het teken van de wedergeboorte van Lance Armstrong, die na een drie jaar lang gevecht tegen kanker terugkeerde op het wielertoneel.
Al tijdens de proloog bleek de kracht van de Amerikaan, die ook won in de eerste etappe.
De tour ging van start zonder Marco Pantani, de winnaar van het jaar daarvoor, omdat deze vanwege een te hoge hematocrietwaarde eerder dat jaar uit de Giro d'Italia was gezet. 
Tijdens de vlakke ritten moest Armstrong de gele trui al snel weer afstaan, maar in de bergen kon niemand hem bijbenen. Armstrong won deze editie van de Ronde van Frankrijk. In 2012 bleek echter dat hij doping heeft gebruikt. Hierop besloot de UCI Armstrong als winnaar te schrappen. Tourdirecteur Christian Prudhomme besloot om geen nieuwe winnaar aan te wijzen.

## Belgische en Nederlandse prestaties
In totaal namen er 15 Belgen en 6 Nederlanders deel aan de Tour van 1999.

### Belgische etappezeges
- Tom Steels won de 2e etappe van Challans naar Saint-Nazaire, de 3e etappe van Nantes naar Laval en de 17e etappe van Mourenx naar Bordeaux.
- Ludo Dierckxsens won de 11e etappe van Bourg d'Oisans naar Saint-Étienne.

### Nederlandse etappezeges
- In 1999 was er geen Nederlandse etappeoverwinning.

## Etappe-overzicht
| datum   | etappe  | route                             | afstand  | winnaar            | ploeg                 | klassementsleider |
| ------- | ------- | --------------------------------- | -------- | ------------------ | --------------------- | ----------------- |
| 3 juli  | Proloog | Puy du Fou (ITT)                  | 6,8 km   | Lance Armstrong    | US Postal             | Lance Armstrong   |
| 4 juli  | 1       | Montaigu - Challans               | 208,0 km | Jaan Kirsipuu      | Casino                | Lance Armstrong   |
| 5 juli  | 2       | Challans - Saint-Nazaire          | 176,0 km | Tom Steels         | Mapei                 | Jaan Kirsipuu     |
| 6 juli  | 3       | Nantes - Laval                    | 194,5 km | Tom Steels         | Mapei                 | Jaan Kirsipuu     |
| 7 juli  | 4       | Laval - Blois                     | 191,0 km | Mario Cipollini    | Saeco                 | Jaan Kirsipuu     |
| 8 juli  | 5       | Bonneval - Amiens                 | 233,5 km | Mario Cipollini    | Saeco                 | Jaan Kirsipuu     |
| 9 juli  | 6       | Amiens - Maubeuge                 | 171,5 km | Mario Cipollini    | Saeco                 | Jaan Kirsipuu     |
| 10 juli | 7       | Avesnes-sur-Helpe - Thionville    | 227,0 km | Mario Cipollini    | Saeco                 | Jaan Kirsipuu     |
| 11 juli | 8       | Metz - Metz (ITT)                 | 56,5 km  | Lance Armstrong    | US Postal             | Lance Armstrong   |
| 12 juli | Rustdag | Rustdag                           | Rustdag  | Rustdag            | Rustdag               | Rustdag           |
| 13 juli | 9       | Le Grand-Bornand - Sestriere      | 213,5 km | Lance Armstrong    | US Postal             | Lance Armstrong   |
| 14 juli | 10      | Sestriere - l'Alpe d'Huez         | 220,5 km | Giuseppe Guerini   | Team Deutsche Telekom | Lance Armstrong   |
| 15 juli | 11      | Le Bourg-d'Oisans - Saint-Étienne | 198,5 km | Ludo Dierckxsens   | Lampre                | Lance Armstrong   |
| 16 juli | 12      | Saint-Galmier - Saint-Flour       | 201,5 km | David Etxebarria   | ONCE                  | Lance Armstrong   |
| 17 juli | 13      | Saint-Flour - Albi                | 236,5 km | Salvatore Commesso | Saeco                 | Lance Armstrong   |
| 18 juli | 14      | Castres - Saint-Gaudens           | 199,0 km | Dmitri Konysjev    | Mercatone Uno         | Lance Armstrong   |
| 19 juli | Rustdag | Rustdag                           | Rustdag  | Rustdag            | Rustdag               | Rustdag           |
| 20 juli | 15      | Saint-Gaudens - Piau-Engaly       | 173,0 km | Fernando Escartín  | Kelme                 | Lance Armstrong   |
| 21 juli | 16      | Lannemezan - Pau                  | 192,0 km | David Etxebarria   | ONCE                  | Lance Armstrong   |
| 22 juli | 17      | Mourenx - Bordeaux                | 200,0 km | Tom Steels         | Mapei                 | Lance Armstrong   |
| 23 juli | 18      | Jonzac - Futuroscope              | 187,0 km | Gianpaolo Mondini  | Cantina Tollo         | Lance Armstrong   |
| 24 juli | 19      | Futuroscope - Futuroscope (ITT)   | 57,0 km  | Lance Armstrong    | US Postal             | Lance Armstrong   |
| 25 juli | 20      | Arpajon - Parijs                  | 143,5 km | Robbie McEwen      | Rabobank              | Lance Armstrong   |

## Klassementsleiders na elke etappe
| Etappe  | Gele trui       | Groene trui     | Bolletjestrui    | Witte trui            | Ploegen   |
| Proloog | Lance Armstrong | Lance Armstrong | niet uitgereikt  | Rik Verbrugghe        | US Postal |
| 1       | Lance Armstrong | Jaan Kirsipuu   | Mariano Piccoli  | Rik Verbrugghe        | US Postal |
| 2       | Jaan Kirsipuu   | Jaan Kirsipuu   | Mariano Piccoli  | Christian Vande Velde | US Postal |
| 3       | Jaan Kirsipuu   | Jaan Kirsipuu   | Mariano Piccoli  | Christian Vande Velde | US Postal |
| 4       | Jaan Kirsipuu   | Jaan Kirsipuu   | Mariano Piccoli  | Christian Vande Velde | US Postal |
| 5       | Jaan Kirsipuu   | Jaan Kirsipuu   | Mariano Piccoli  | Christian Vande Velde | US Postal |
| 6       | Jaan Kirsipuu   | Jaan Kirsipuu   | Mariano Piccoli  | Christian Vande Velde | US Postal |
| 7       | Jaan Kirsipuu   | Jaan Kirsipuu   | Mariano Piccoli  | Christian Vande Velde | US Postal |
| 8       | Lance Armstrong | Jaan Kirsipuu   | Mariano Piccoli  | Magnus Bäckstedt      | US Postal |
| 9       | Lance Armstrong | Stuart O'Grady  | Richard Virenque | Benoît Salmon         | US Postal |
| 10      | Lance Armstrong | Stuart O'Grady  | Richard Virenque | Benoît Salmon         | ONCE      |
| 11      | Lance Armstrong | Stuart O'Grady  | Richard Virenque | Benoît Salmon         | Festina   |
| 12      | Lance Armstrong | Erik Zabel      | Richard Virenque | Benoît Salmon         | Festina   |
| 13      | Lance Armstrong | Erik Zabel      | Richard Virenque | Benoît Salmon         | ONCE      |
| 14      | Lance Armstrong | Erik Zabel      | Richard Virenque | Benoît Salmon         | Festina   |
| 15      | Lance Armstrong | Erik Zabel      | Richard Virenque | Benoît Salmon         | Banesto   |
| 16      | Lance Armstrong | Erik Zabel      | Richard Virenque | Benoît Salmon         | Banesto   |
| 17      | Lance Armstrong | Erik Zabel      | Richard Virenque | Benoît Salmon         | Banesto   |
| 18      | Lance Armstrong | Erik Zabel      | Richard Virenque | Benoît Salmon         | Banesto   |
| 19      | Lance Armstrong | Erik Zabel      | Richard Virenque | Benoît Salmon         | Banesto   |
| 20      | Lance Armstrong | Erik Zabel      | Richard Virenque | Benoît Salmon         | Banesto   |
| 21      | Lance Armstrong | Erik Zabel      | Richard Virenque | Benoît Salmon         | Banesto   |

## Eindklassementen
| Eindklassement      | Eindklassement      | Eindklassement | Eindklassement |
| ------------------- | ------------------- | -------------- | -------------- |
| Algemeen klassement | Lance Armstrong     | 91h 32' 16"    |                |
| Tweede              | Alex Zülle          | + 7' 37"       |                |
| Derde               | Fernando Escartín   | + 10' 26"      |                |
| Vierde              | Laurent Dufaux      | + 14' 43"      |                |
| Vijfde              | Angel Casero        | + 15' 11"      |                |
| Zesde               | Abraham Olano       | + 16' 47"      |                |
| Zevende             | Daniele Nardello    | + 17' 02"      |                |
| Achtste             | Richard Virenque    | + 17' 28"      |                |
| Negende             | Wladimir Belli      | + 17' 37"      |                |
| Tiende              | Andrea Peron        | + 23' 10"      |                |
| Rode Lantaarn       | Jacky Durand (141e) | + 3h 19' 09"   |                |
| Puntenklassement    | Erik Zabel          | 323 punten     |                |
| Tweede              | Stuart O'Grady      | 275 punten     |                |
| Derde               | Christophe Capelle  | 196 punten     |                |
| Bergklassement      | Richard Virenque    | 279 punten     |                |
| Tweede              | Alberto Elli        | 226 punten     |                |
| Derde               | Mariano Piccoli     | 205 punten     |                |
| Jongerenklassement  | Benoît Salmon       | 92h 01' 15"    |                |
| Tweede              | Mario Aerts         | + 10' 22"      |                |
| Derde               | Francisco García    | + 16' 32"      |                |
| Ploegenklassement   | Banesto             | 275h 05' 21"   |                |
| Tweede              | ONCE                | + 8' 16"       |                |
| Derde               | Festina             | + 16' 13"      |                |

## Trivia
- Het Nederlandse sportprogramma Bureau Sport onderzocht wie de winnaar van deze ronde zou geweest zijn, als alle renners met dopingperikelen zouden geschrapt worden. Het bleek Kurt Van De Wouwer te zijn, die eerst op de 11e plaats stond.[2]

 winnaars gele trui · 
 puntenklassement · 
 bergklassement · 
 jongerenklassement · 
 tussensprintklassement · 
 combinatieklassement · 
 ploegenklassement · 
 strijdlust · 
rode lantaarn
records · meeste deelnames · ranglijst etappewinnaars · bekende beklimmingen · valpartijen · dopinggevallen · Grand Départ · Souvenir Henri Desgrange
1903 · 
1904 · 
1905 · 
1906 · 
1907 · 
1908 · 
1909 · 
1910 · 
1911 · 
1912 · 
1913 · 
1914 ·
1915 ·
1916 ·
1917 ·
1918 · 
1919 · 
1920 · 
1921 · 
1922 · 
1923 · 
1924 · 
1925 · 
1926 · 
1927 · 
1928 · 
1929 · 
1930 · 
1931 · 
1932 · 
1933 · 
1934 · 
1935 · 
1936 · 
1937 · 
1938 · 
1939 · 
1940 ·
1941 ·
1942 ·
1943 ·
1944 ·
1945 ·
1946 ·
1947 · 
1948 · 
1949 · 
1950 · 
1951 · 
1952 · 
1953 · 
1954 · 
1955 · 
1956 · 
1957 · 
1958 · 
1959 · 
1960 · 
1961 · 
1962 · 
1963 · 
1964 · 
1965 · 
1966 · 
1967 · 
1968 · 
1969 · 
1970 · 
1971 · 
1972 · 
1973 · 
1974 · 
1975 · 
1976 · 
1977 · 
1978 · 
1979 · 
1980 · 
1981 · 
1982 · 
1983 · 
1984 · 
1985 · 
1986 · 
1987 · 
1988 · 
1989 · 
1990 · 
1991 · 
1992 · 
1993 · 
1994 · 
1995 · 
1996 · 
1997 · 
1998 · 
1999 · 
2000 · 
2001 · 
2002 · 
2003 · 
2004 · 
2005 · 
2006 · 
2007 · 
2008 · 
2009 · 
2010 · 
2011 · 
2012 · 
2013 · 
2014 · 
2015 · 
2016 · 
2017 · 
2018 · 
2019 ·
2020 · 
2021 · 
2022 · 
2023 · 
2024 · 
2025